# پایگاه هوایی گارد ملی فولک فیلد
 پایگاه هوایی گارد ملی فولک فیلد  (به انگلیسی: Volk Field Air National Guard Base) یک فرودگاه نظامی با کد یاتا VOK است که یک باند فرود آسفالت/بتن دارد و طول باند آن ۲۷۴۳ متر است. این فرودگاه در کشور ایالات متحده آمریکا قرار دارد و در ارتفاع ۲۷۸ متری از سطح دریا واقع شده‌است.